# Епімен
Епімен (дав.-гр. Επιμένης) — мілетський есимнет, обраний громадянами після повалення у Мілеті влади Амфітра і його прихильників (початок VII ст. до н. е.).
Був наділений дуже широкими повноваженнями, включно з правом «вбивати усіх, кого захоче». За переказами, притягнув до відповідальності заколотників, що допамагали Амфітру, конфіскував їхнє майно і встановив у Мілеті колективне управління. Однак конкретний зміст новацій, запроваджених Епіменом, невідомий. Можна лише припустити, що була введена посада притана, якого обирали на обмежений термін.
Деякі дослідники вважають ім'я Епімена епонімом, адже пізніше у Мілеті існувалі посади епіменів (дав.-гр. επιμηνοι).